# Peosta (Iowa)
Peosta es una ciudad ubicada en el condado de Dubuque en el estado estadounidense de Iowa. En el Censo de 2010 tenía una población de 1377 habitantes y una densidad poblacional de 269,74 personas por km².

## Geografía
Peosta se encuentra ubicada en las coordenadas 42°26′51″N 90°50′45″O / 42.44750, -90.84583. Según la Oficina del Censo de los Estados Unidos, Peosta tiene una superficie total de 5.1 km², de la cual 5.1 km² corresponden a tierra firme y (0%) 0 km² es agua.

## Demografía
Según el censo de 2010, había 1377 personas residiendo en Peosta. La densidad de población era de 269,74 hab./km². De los 1377 habitantes, Peosta estaba compuesto por el 96.95% blancos, el 2.03% eran afroamericanos, el 0.15% eran amerindios, el 0.15% eran asiáticos, el 0% eran isleños del Pacífico, el 0% eran de otras razas y el 0.73% pertenecían a dos o más razas. Del total de la población el 0.87% eran hispanos o latinos de cualquier raza.